# 이카와촌 (이와테현)
이카와촌(猪川村)은 이와테현 게센군에 설치되었던 촌이다.

## 연혁
- 1875년 10월 17일 - 미즈사와 현에 의한 촌락 통합에 따라 다모야마 촌과 합병해 모리 촌의 일부가 됨.
- 1889년 4월 1일 - 정촌제 시행에 따라 사카라 촌과 분리되어 기존의 이노카와 촌 단독으로 촌제 시행해 새로운 이노카와 촌이 발족.
- 1952년 4월 1일 - 오후나토 정·사카리 정·이가와 촌·아카사키촌·닷콘 촌·히코로이치 촌과 합병해 오후나토 시가 됨.

## 교통
- 이와테 개발철도 히가시코이치선:이카와역